# Brazil (magazine)
Pour les articles homonymes, voir Brazil.
 (mai 2016).
Si vous disposez d'ouvrages ou d'articles de référence ou si vous connaissez des sites web de qualité traitant du thème abordé ici, merci de compléter l'article en donnant les références utiles à sa vérifiabilité et en les liant à la section « Notes et références ».
Brazil est un magazine mensuel français de cinéma créé par Christophe Goffette en 2002, édité par Bandits Company à Auvers-sur-Oise. Revendiquant un« cinéma sans concession($) », le magazine emprunte son nom au film Brazil de Terry Gilliam, considéré par son créateur comme une référence absolue. Pour poursuivre l'hommage, Terry Gilliam est crédité en tant que « surréaliste en chef » dans l'ours en début de journal.[réf. souhaitée]
En janvier 2003, dans le numéro 4, un article signé Hervé Deplasse intitulé « Besson m'a tuer mon cinéma » a donné lieu à une plainte judiciaire de la part de Luc Besson pour diffamation. Besson réclamait 50 000 euros de dommages-intérêts mais a finalement été débouté. Cela n'a pas empêché le magazine d'avoir des difficultés. En effet, après le numéro 20 sorti le 23 septembre 2004, le magazine a fusionné avec le magazine de rock CROSSroadS. CROSSroadS fusionne avec BRAZIL pour les numéros 27 (janvier 2005) à 33 (juin 2005).
En septembre 2007, le magazine fait son retour en kiosque doté de 132 pages sous le nom « Brazil 2 » où le chiffre 2 est placé en lieu et place du point sur le « i » et avec pour sous-titre « le cinéma sans concession($) ». Le magazine CROSSroadS est alors renommé XroadS et se consacre exclusivement à la musique.
À partir du 1er juin 2011, Christophe Goffette devient rédacteur en chef du magazine Fluide glacial, remplaçant ainsi Thierry Tinlot qui part diriger le service culture du quotidien belge Le Soir. Brazil et XroadS cessent alors leur parution, après environ 250 numéros publiés en toute indépendance (dont 41 numéros pour XROADS de novembre 2001 à mai 2011).